# Ворона (Мордовия)
Воро́на — деревня в Ковылкинском районе Республики Мордовия, входит в состав Рыбкинского сельского поселения.

## География
Деревня находится на расстоянии примерно 26 км (по прямой) к северо-западу от города Ковылкино, административного центра района.

## Истории
Известна с начала XVII века. Во второй половине XVII века построена деревянная Михаило-Архангельская церковь, и Ворона приобрела статус села. В 1869 году она была учтена как владельческое село Краснослободского уезда из 61 двора.

## Население
| 2002 | 2009 | 2010 | 2012 |
| ---- | ---- | ---- | ---- |
| 19   | ↗230 | ↘12  | →12  |

### Национальный состав
Согласно результатам переписи 2002 года, в национальной структуре населения русские составляли 95 % из 19 чел.